# 普雷奧布拉任卡 (斯卡多夫斯克區)
46°11′13″N 33°36′0″E / 46.18694°N 33.60000°E
普雷奧布拉任卡（羅馬化：Preobrazhenka）是位於烏克蘭南部的村莊，由赫爾松州斯卡多夫斯克區的米爾內市鎮負責管轄。該村始建於1792年，面積44.5平方公里，海拔高度11米，2001年人口1,313，人口密度每平方公里29.5人。现被俄罗斯占领。